# دانيال بامي
دانيال كولوتشو بامي (من مواليد 4 يناير 2006) لاعب كرة قدم نيجيري دولي يلعب في مركز مدافع.

## في النادي
أدرج بامي على أنه يلعب لنادٍ مقره أبوجا يُدعى يم يم FC، على الرغم من أنه أُبلغ عن عدم وجود ناد بهذا الاسم في نيجيريا. صرح لادان بوسو، المدير الفني لفريق نيجيريا تحت 20 سنة، في أواخر مايو 2023 أن يم يم FC كان بالفعل نادًيا حقيقيًا، أطلق عليه اسم أكاديمية يم يم، وأن بامي كان موجودًا في سجلاتهم.

### دوليًا

#### شباب
مثل بامي منتخب نيجيريا تحت 20 سنة في كأس الأمم الأفريقية تحت 20 سنة 2023، وقاد الفريق ليحتل المركز الثالث في البطولة. لم يكن أداؤه في البطولة مثيرًا للإعجاب؛ بعد إيقافه لدور الثمانية بعد أن حصل على بطاقتين صفراوين في دور المجموعات، سمح خطأه في نصف النهائي لجامبيا بتسجيل الهدف الوحيد في المباراة.

#### محترف
استدعيَ بامي لأول مرة إلى المنتخب النيجيري الأول في نوفمبر 2022، لخوض مباراة ودية ضد كوستاريكا، وخاض أول مباراة له في الخسارة 2-0. استدعيَ مرة أخرى إلى تشكيلة الفريق الأول لمباراتين تصفيات كأس الأمم الأفريقية 2023 ضد غينيا بيساو.

## إحصائيات المهنة
| الفريق الوطني | سنة  | تطبيقات | الأهداف |
| ------------- | ---- | ------- | ------- |
| نيجيريا       | 2022 | 1       | 0       |
| المجوع        |      | 1       | 0       |

### دولي
آخر تحديث matches played 16 March 2023..